# Georg Leopold Weisel
Georg Leopold Weisel – původně Joachim Löbl Weisel (1804 Dolní Lukavice, Rakouská říše – 31. března 1873 Všeruby, Rakousko-Uhersko) byl německo-český židovský lékař, folklorista a spisovatel.

## Životopis
Joachim Löbl Weisel se narodil v rodině obchodníka s oděvy Samuela Weisela (1776) a Marie roz. Haberkom. Měl bratra Rafaela (1806–1900).
Vyrůstal v Přešticích. Medicínu vystudoval v Praze, kde žil v židovské čtvrti a živil se jako soukromý učitel. Praxi porodníka vykonával v Klatovech a později ve Všerubech. V roce 1843 se Weisel oženil s Annou Pavlovskou, poněmčil své jméno a konvertoval ke katolictví.
Ve třicátých a čtyřicátých letech 19. století napsal Weisel četné příběhy vycházející ze starších židovských tradic, ság a legend. Psal také novely ze života českých Židů. V jeho sbírkách ho podporoval Franz Klutschak (1814–1886).
Povídka Meine erste Praxis vyšla v časopise Bohemia v roce 1836. V roce 1838 vyšla povídka Die Pinchasgasse: Eine jüdische Volkssage v Panorama des Universums, která byla několikrát přetisknuta, mimo jiné Wolfem Paschelesem. Mezi další publikace patřily Die Schnorrer oder jüdischen Bettlerv roce 1844, Die Jeschiboth oder jüdischen Hochschulen v roce 1845 a Die Prager Juden, wie sie v roce 1850.
Pod vlivem své sousedky Boženy Němcové, která se přestěhovala do Prahy a v roce 1846 vydala sbírku Obrazy z okolí domažlického, vydal v roce 1848 v Panorama des Universums reportáž Chodenprozeß, ein kleiner Beitrag zur Vaterlandsgeschichte o útlaku Chodů v 17. století. Podle Josefa Blaua se tato stať, která byla znovu vydána v roce 1873, stala v roce 1884 podkladem pro českou novelu Aloise Jiráska Psohlavci.

## Dílo výběr
- Der Golem. In Gallerie der Sipurim, eine Sammlung jüdischer Sagen, Märchen und Geschichten, als ein Beitrag zur Völkerkunde. Prag 1847, S. 51–52
- Josef Blau: Georg Leopold Weisel: Aus dem Neumarker Landestor. Beiträge zur sudetendeutschen Volkskunde, 17. Sudetendeutscher Verlag Franz Kraus, Reichenberg 1926
- Sippurim: eine Sammelung jüdischer Sagen, Märchen und Geschichten als ein Beitrag zur Völkerkunde. – nennt als Autoren in „Sippurim“: Georg Leopold Weisel, J. Rosenauer, Salomon Kohn, Max Letteris, Wolf Meier, Ludwig Kapper, Gutmann Klemperer, Theodor Budeus, Wilhelm Wolfner, Daniel Ehrmann, Moritz Duschak, Adolf Hlawatsch, Markus Hain, Michael Klapp, Josef Schwarz, Simon Deutsch, Sigmund Singer, Isaak Markus Jost, Moritz Popper, Marcus Jastrow, Moritz Stößel [eine weitere Quelle nennt als Autoren Moritz Steinschneider, Samuel L. Rapoport, Ludwig Weisel. Stößel: Der Fluch des Rabbi.] Prag: Wolf Pascheles, 1847–1856 4 Bände; Jakob Pascheles, 1864 1 Band

### V češtině
- Ledová jeskyně – úvod František Sekanina, in: 1000 nejkrásnějších novel... č. 91; ze sbírky Sippurim přeložil Karel Fuchs. Praha: J. R. Vilímek, 1915
- Rudolf II. a rabín Löw [zvukový záznam]: pověsti, mýty a legendy o Praze, 2. část — E. Petiška: Z rudolfínské Prahy. O Faustovi. Císařův konec – Julius Košnář (1862–1934): O milostné soše Panny Marie. Ukřižovaný žebrák. O divotvorném rabínu Löwovi – C. Merhout: U osla v kolíbce – V. Cibula: O králi kouzelníků z Faustova domu. O Golemovi. O kapce rosy – A. Jirásek: Faustův dům. Ze židovského města. Doslov ke Starým pověstem českým – P. Biliánová: U zlaté studně – Leopold Weisel: Pinkasova ulice – V. V. Tomek: Tančící židovka — J. Klempíř; J. Seydler; J. Somr, J. Hlaváčová; J. Klem. Praha: Popron, p2009